# Yuhanon Mar Chrisostamos
Chryzostom (ur. 17 stycznia 1954) – duchowny Malankarskiego Kościoła Ortodoksyjnego, od 2005 biskup Niranamu. Sakrę biskupią otrzymał 5 marca 2005.